# Provincia de Barquisimeto
La provincia de Barquisimeto fue una de las antiguas provincias de Venezuela, cuando este país aún poseía un régimen centralista. La provincia fue creada el 29 de marzo de 1832 al ser separada de la de Carabobo, con un territorio similar al que hoy abarca el actual estado Lara.

## Historia Del Estado Yaracuy

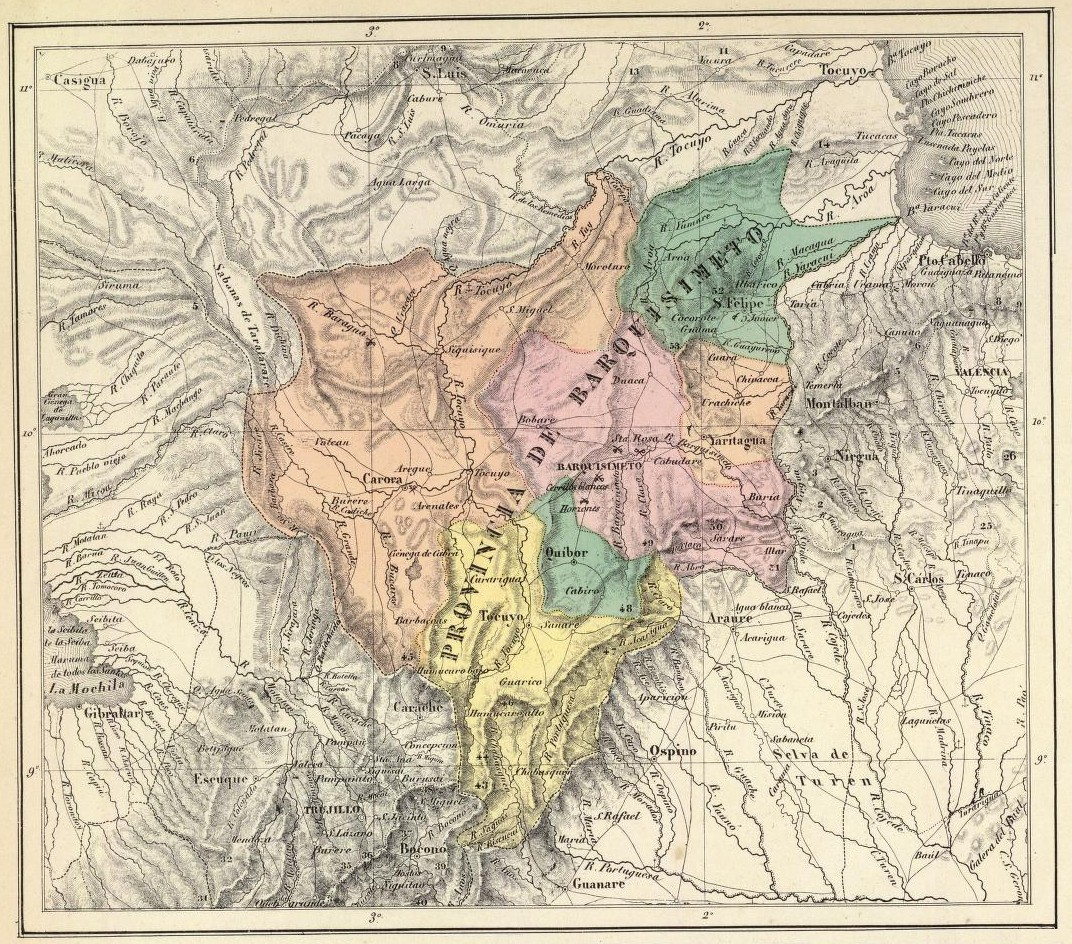
Provincia de Barquisimeto en 1840.

El 29 de marzo de 1832 se creó la «provincia de Barquisimeto» sobre la parte occidental de la provincia de Carabobo, constituyéndose entonces con los cantones de San Felipe, Barquisimeto, Yaritagua, Quíbor, Tocuyo y Carora.
En 1855 se le segregaron los cantones de San Felipe y Yaritagua para conformar, junto con el cantón de Nirgua de Carabobo, la nueva Provincia de Yaracuy. En 1864 se estableció el «Estado Soberano de Barquisimeto» conformado por los cantones de Barquisimeto, Cabudare, Quíbor, El Tocuyo, Urdaneta y Carora. En 1881 los estados Barquisimeto y Yaracuy se fusionaron en uno solo con el nombre de Estado Norte de Occidente.
El nombre de este estado se cambió a Lara en 1891, formado por las secciones de Barquisimeto y Yaracuy (menos el distrito Nirgua), situación que permaneció hasta 1899 cuando Yaracuy fue segregado, situación que cambió en 1904 cuando Lara y Yaracuy fueron reintegrados en un solo estado, hasta 1909. A partir de ese año, el Estado Lara ha mantenido su perfil político-territorial.

## División territorial
En 1840 la provincia de Barquisimeto estaba dividida en los cantones de San Felipe, Barquisimeto, Yaritagua, Quíbor, Tocuyo, Carora.